# Водоросли Пеле
Во́доросли Пе́ле (от гав. Limu o Pele, англ. Pele's seaweed — водоросли богини Пе́ле) — форма лавы в виде тонких листов, образующихся в результате застывания лавовых пузырей под воздействием воды.

## Описание
Образуются, как правило, в субаэральных (наземных) условиях при закипании морских волн внутри потока расплавленной лавы. При этом формируются лавовые пузыри с водяным паром, а лава быстро остывает и затвердевает. При разрушении эти застывшие пузыри превращаются в чешуйки от буровато-зелёного до почти прозрачного цвета. Механизм образования глубоководных «водорослей» отличается тем, что пузыри образуются под большим давлением и в меньшей степени расширяются.

## Термин
Это вулканическое стекло из застывших стенок пузырей лавы напоминает по внешнему виду морские водоросли. Вторая часть термина происходит от имени Пе́ле — гавайской богини огня и вулканов.

## Распространение
«Водоросли Пеле» находят в местах соприкосновения горячей лавы с водой, обычно на побережье. Найдены около прибрежных вулканических конусов и на подводных вулканах, например, на вершине вулкана Лоихи.